# 국제 노루즈의 날

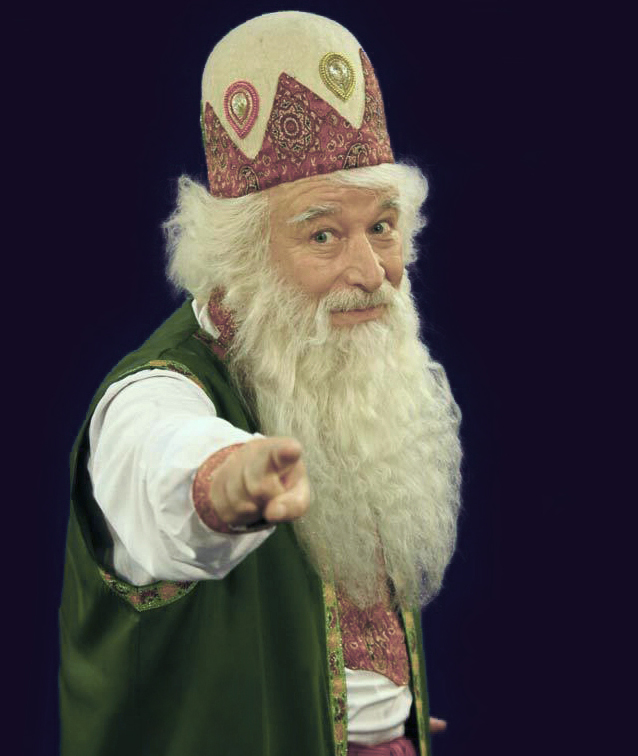

국제 노루즈의 날(International Day of Nowruz)은 매년 3월 21일이며, 노루즈(Nowruz)를 휴일로 보내는 몇몇 나라들(아프가니스탄, 알바니아, 아제르바이잔, 마케도니아 공화국, 인도, 이란, 카자흐스탄, 키르기스스탄, 타지키스탄, 터키, 투르크메니스탄)의 발의로 2010년 유엔 총회(United Nations General Assembly)에 의해 선언되었다.
노루즈(Nowruz)는 봄의 첫 날과 자연의 새로움을 축하하는 조상 대대로 전해지는 축제이며, 약 3000년 전부터 발칸반도, 흑해, 코카서스(Caucasus), 중앙 아시아, 중동 등지에서 전 세계 3억 명 이상의 사람들이 기념해 오고 있다. 천문학적으로는 춘분에 해당한다. 이 날은 2009년 유엔 교육 과학 문화 기구(UNESCO)의 인류 무형 유산 대표 목록(Representative List of the Intangible Cultural Heritage of Humanity)에 다수의 사람들이 보내는 문화 전통으로 등재되었다. 이 날의 목표는 세대 간, 가족 내의 화해와 선린뿐만 아니라 평화와 연대의 가치를 증진시킴으로써 문화적 다양성 및 사람들과 다른 공동체 사이의 우정에 기여하는 것이다.

## 같이 보기
- 노루즈
- 춘분